# جیم هارلی
جیم هارلی (انگلیسی: Jim Harley; ۲۱ فوریهٔ ۱۹۱۷ – ۱۹۸۹ (۷۱−۷۲ سال)) بازیکن فوتبال اهل اسکاتلند بود.

## باشگاهی
از باشگاه‌هایی که در آن بازی کرده‌است می‌توان به باشگاه فوتبال لیورپول اشاره کرد.

## تیم ملی
وی همچنین در تیم ملی فوتبال اسکاتلند بازی کرده است.